# Liste der Kulturdenkmale in Barnitz
In der Liste der Kulturdenkmale in Barnitz sind alle Kulturdenkmale der schleswig-holsteinischen Gemeinde Barnitz (Kreis Stormarn) aufgelistet (Stand: 10. März 2025).

## Legende
In den Spalten befinden sich folgende Informationen:
- Objekt-ID: die Nummer des Kulturdenkmales
- Lage: die Adresse des Kulturdenkmales und die geographischen Koordinaten. Kartenansicht, um Koordinaten zu setzen. In der Kartenansicht sind Kulturdenkmale ohne Koordinaten mit einem roten Marker dargestellt und können in der Karte gesetzt werden. Kulturdenkmale ohne Bild sind mit einem blauen Marker gekennzeichnet, Kulturdenkmale mit Bild mit einem grünen Marker.
- Offizielle Bezeichnung: Bezeichnung des Kulturdenkmales
- Beschreibung: die Beschreibung des Kulturdenkmales
- Bild: ein Bild des Kulturdenkmales

## Bauliche Anlagen
| Objekt-ID      | Lage                                       | Offizielle Bezeichnung | Beschreibung | Bild |
| -------------- | ------------------------------------------ | ---------------------- | --- | ---- |
| 24758 Wikidata | Benstaben 42 (53° 49′ 1″ N, 10° 27′ 28″ O) | Kate                   | Bauernhaus (Kate) aus dem 19. Jahrhundert in eingeschossiger Ständerbauweise mit reetgedecktem Halbwalmdach. Der Wohnteil ist massiv in Backstein ausgeführt, der Wirtschaftsteil in Fachwerkbauweise. - Begründung: geschichtlich, städtebaulich - Schutzumfang: gesamtes Objekt - Denkmaltyp: Bauliche Anlage | BW   |